# Вербовка (Стародубский район)
Вербовка — поселок в Стародубском муниципальном округе Брянской области.

## География
Находится в западной части Брянской области на расстоянии приблизительно 17 км на восток-северо-восток по прямой от районного центра города Стародуб.

## История
Основан в середине 1920-х годов. На карте 1941 года показан как поселение с 19 дворами. До 2020 года входил в состав Десятуховского сельского поселения Стародубского района до их упразднения.

## Население
Численность населения: 7 человек в 2002 году (русские 100 %), 5 в 2010.